# Partschins
Partschins ([parˈtʃɪns]; italienisch Parcines) ist eine italienische Gemeinde im Vinschgau in Südtirol. Sie hat 3954 Einwohner (Stand 31. Dezember 2023). Wirtschaftlich bedeutsam sind vor allem Tourismus und Obstanbau (Äpfel).

## Geographie
Partschins befindet sich im unteren Vinschgau. An der Ostgrenze der Gemeinde an der Töll wird traditionell der Übergang vom Vinschgau zum Burggrafenamt verortet. Aufgrund ihrer Nähe zur etwa 8 km östlich gelegenen Stadt Meran ist Partschins jedoch nicht der Bezirksgemeinschaft Vinschgau, sondern der Bezirksgemeinschaft Burggrafenamt zugeordnet.
Die beiden größten Siedlungen der Gemeinde, der Hauptort Partschins (626 m) und Rabland (530 m), liegen beide auf der orographisch linken, nördlichen Seite des Etschtals, dessen Talboden hier nahezu vollständig von Schwemmkegeln überdeckt ist. Dahinter erheben sich die Hänge des Sonnenbergs und die Gipfel der zu den Ötztaler Alpen gerechneten Texelgruppe. Dem von zahlreichen Dreitausendern umkränzten Zieltal in nordwestliche Richtung folgend reicht das Gemeindegebiet weit in das im Naturpark Texelgruppe unter Schutz gestellte Hochgebirge hinein. Zu den das Hochtal umgebenden Bergen zählen unter anderem das Roteck (3337 m), die Texelspitze (3318 m), die Hochweiße (3281 m), der Lodner (3219 m), die Lazinser Rötelspitze (3037 m), die Zielspitze (3006 m) und der Tschigat (2998 m). An der südlichen Talflanke des Etschtals steigen die Hänge des Nördersbergs empor. Hier endet das Gemeindegebiet auf etwas über 1750 m Höhe am Bergrücken des Vigiljochs, dem nordöstlichsten Ausläufer des Zufrittkamms der Ortler-Alpen.

## Geschichte

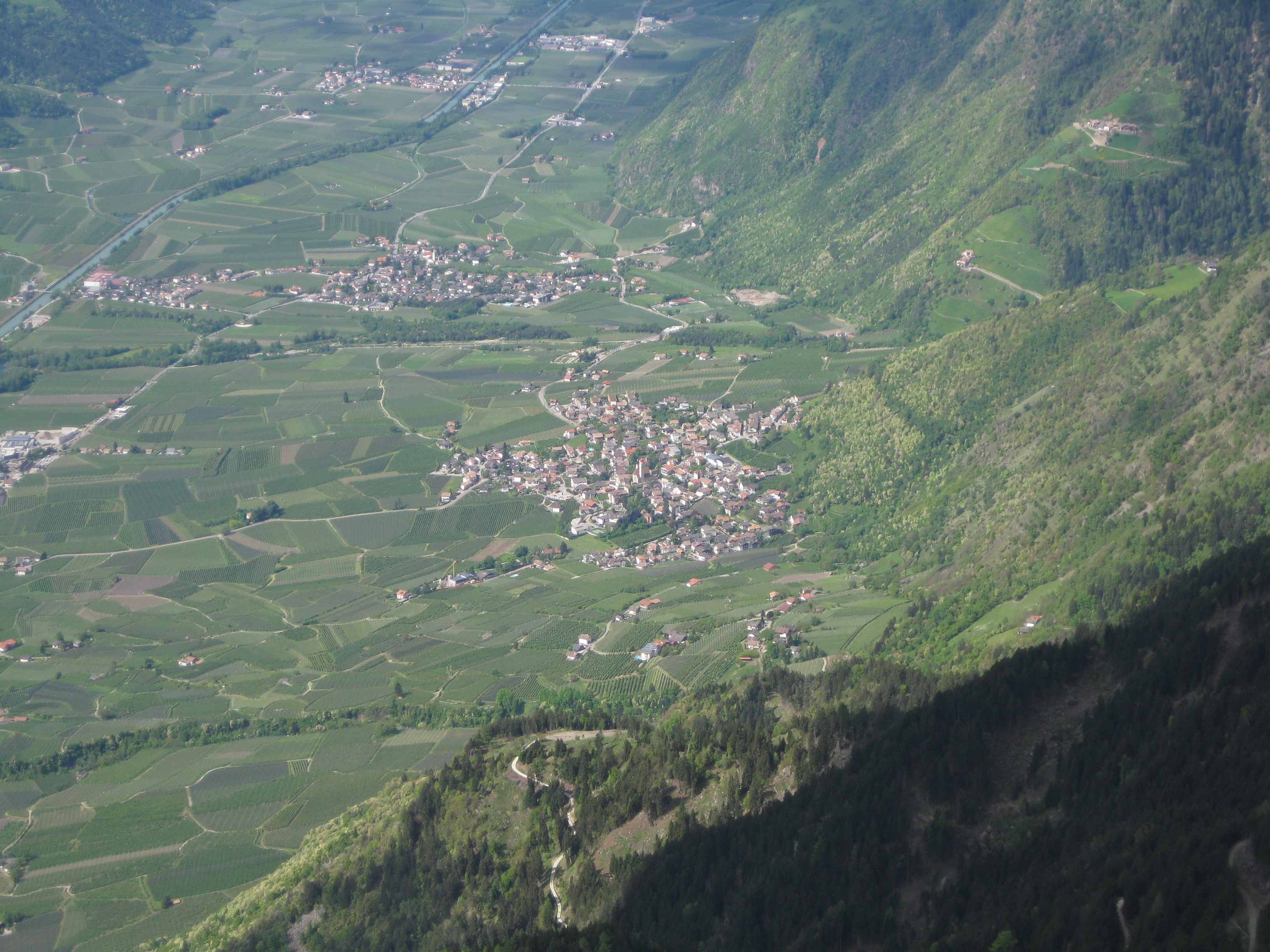
Partschins (in der Bildmitte) und Rabland (gleich dahinter) von der Mutspitze aus gesehen

### Vorgeschichte
Funden an prähistorischen Stätten zufolge siedelten sich die ersten Bewohner in Partschins vor ungefähr 6000 Jahren an. Die Hänge vom Sonnenberg bis Vellau eigneten sich als Siedlungsgebiet; es waren Jäger und Sammler, später sesshafte Bauern, die sich auf Hügeln und erhöhten Punkten ihre primitiven Wohnstätten errichteten, die sie oft mit Ringwällen sicherten. Zeitzeugen dieser Ursiedler sind die Menhire, Felszeichnungen und Schalensteine, die in die Jungsteinzeit reichen.

### Römerzeit und Via Claudia Augusta
Um das Jahr 15 v. Chr. kamen die Römer ins Land und unterwarfen es ihrer Herrschaft. Die neuen Machthaber nannten die Bewohner Räter und gehörten zu einem Teil zur römischen Provinz Rätien. Zur damaligen Zeit führte oberhalb der Töll die Römerstraße, die Via Claudia Augusta, vorbei, welche im Jahre 46 n. Chr. fertiggestellt wurde. Durch den Bau der Straße wurde das Gemeindegebiet um Partschins mit dem Strom der Weltgeschichte verbunden. Auf der Töll war zeitweise die Zollgrenze der römischen Provinz Raetia; der Name Töll kommt von telonium=Zollstätte. Die Existenz dieser Zollerhebungsstätte wird durch den Fund des Sockels eines Diana-Altars belegt. Das Fundstück befindet sich im Ferdinandeum in Innsbruck. Auch im Mittelalter und in der Neuzeit war auf der Töll eine Zollstation (Zollwirt, Kontrollerhaus).

#### Römischer Meilenstein

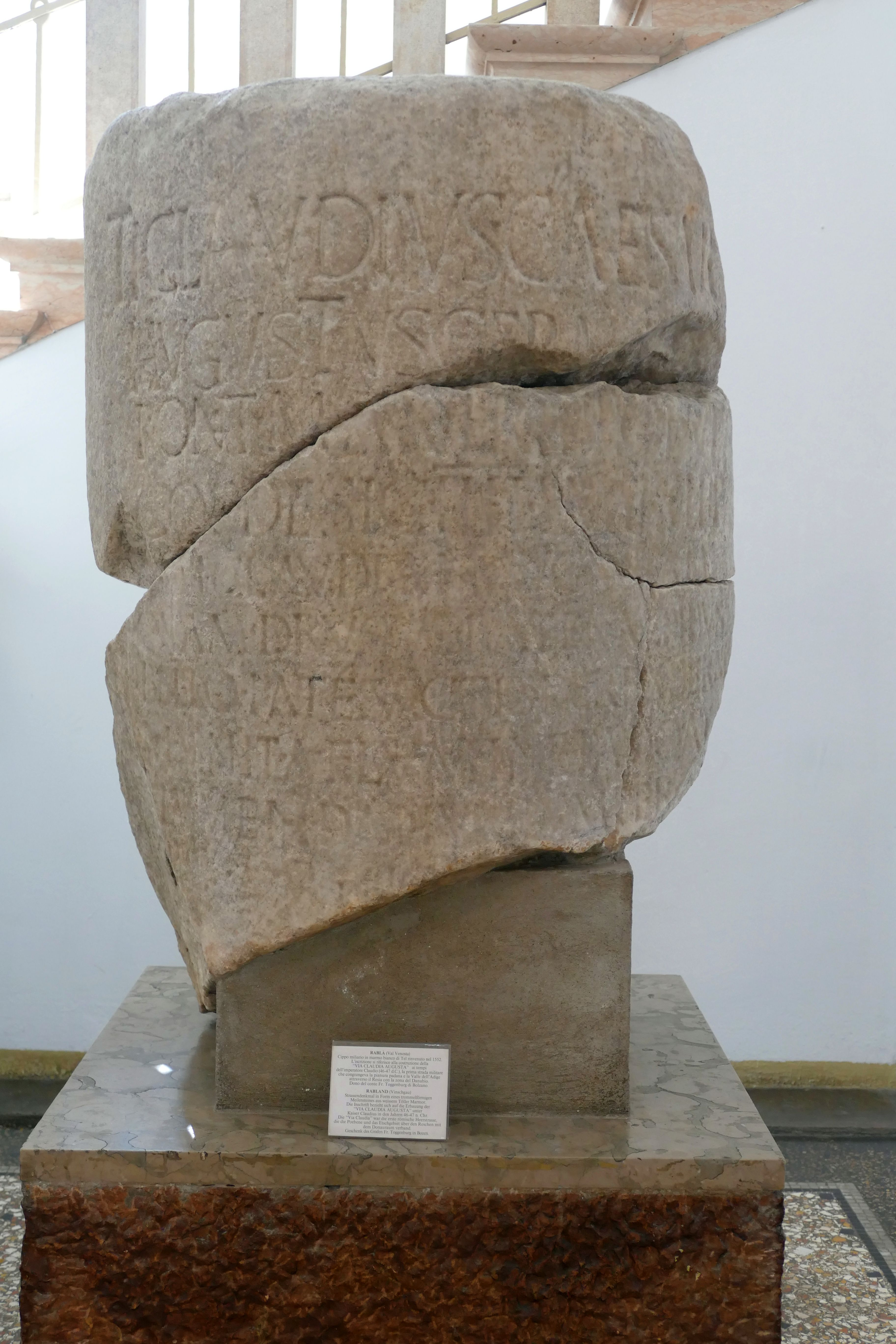
Römischer Meilenstein

Der frühneuzeitliche Fund eines römischen Meilensteins in Rabland (1552 beim heutigen Hotel Restaurant Hanswirt, 14. Jahrhundert, ehemals Supphaus ‚Superhof‘, später „Steiner“ und dann „Löwenwirt“) wies früh auf den Verlauf der ehemaligen Via Claudia Augusta hin, einer römischen Kaiserstraße über die Alpen, die oberhalb der Töll vorbeiführte. Der Meilenstein stammt aus dem Jahr 46 n. Chr. und besteht aus Quadrater Marmor
(Quadrat = Ortsteil der Gemeinde Partschins am Nörderberg), dessen Inschrift den Bau und Verlauf der Via Claudia Augusta belegt. Das Original ist im Stadtmuseum Bozen zu besichtigen, eine Replik befindet sich vor dem Eingangsbereich des Hanswirts.

#### Grabstein aus der Römerzeit
Am Hochhueben-Hof in Partschins, einem Lehen der Salzburger Erzbischöfe aus dem 15. Jahrhundert, befindet sich in der vorderen Hausmauer, rechts neben der Eingangstür, ein eingemauerter römischer Grabstein.

#### Der römische Diana-Altar
Im 17. Jahrhundert wurde am Nörderberg oberhalb von Partschins der Sockel einer römischen Diana-Statue gefunden. Wie aus einem Manuskript des Stamser Zisterzienserpaters Franz Lachemayr von 1696 hervorgeht, handelt es sich um den Sockel eines Altars zu Ehren der römischen Jagdgöttin Diana. Dieser Weihestein – das Bildnis der Göttin Diana ist leider zugrunde gegangen – ist auf den Römerort Maia und ebenso die Zollstation Töll zurückzuführen. Das Fundstück ist aus Quadrater Marmor; die Höhe der Schriftfläche beträgt 32 cm. Die lateinische Inschrift auf dem Sockel dieser Statue besagt, dass ein gewisser Aetetus, im 3. Jahrhundert Vorsteher des römischen Zollamtes Töll, den Altar zu Ehren des göttlichen Kaiserhauses und der heiligen Diana errichten ließ. Am naturgegebenen Engpass in Töll befand sich die römische Zollstation, wo die Weggebühr für Waren und Fahrzeuge entlang der Via Claudia Augusta eingehoben wurde. Das Original befindet sich im Tiroler Landesmuseum „Ferdinandeum“ in Innsbruck.

#### Die römische Zollstation an der Töll
Entlang dieser wichtigen Verkehrsroute, der Via Claudia Augusta, entstanden Gasthöfe und Straßenstationen für den Wechsel der Pferde. Nach dem Abzug der Römer gegen Ende des 5. Jahrhunderts n. Chr., liegen für Jahrhunderte keine Niederschriften über die Existenz einer Zollstation vor. 1160 wird das erste Mal wieder von einem
Zöllner berichtet und der landesfürstliche Zoll wird 1271 erstmals und als Besitz des Grafen
von Tirol (Meinhard II.) erwähnt. 1388 wurde die Zollstation von Plars auf die Töll (ins heutige
Gasthaus „Rössl“, seit seiner Renovierung vor einigen Jahren wieder „Zollwirt“ genannt) verlegt
und entwickelte sich zur wichtigsten in Tirol. Die Zöllner hatten über die Einnahmen genau Buch
zu führen – im so genannten „Zollregister“ – und vierteljährlich an die Kammer des Grafen
abzuliefern. Die Einkünfte aus dem Zollhof kamen dem jeweiligen Zöllner als landesfürstlichem Beamten zugute. 1808 verkaufte die bairische Regierung den Bauernhof und 1829 wurde die Zollstation ganz aufgelassen, weil inzwischen die „Verzehrungssteuer“ eingeführt worden war. Seit 1400 kennt man namentlich 27 Zöllner.
Zum Zollhof gehörten der Zollbaur, das Gasthaus mit Zollstube auf der linken Seite des
Hauses, ein Kramerhaus rechts davon, sowie, etwas rückwärts gelegen, der Steidlhof.

#### Der Weihestein von Montelbon

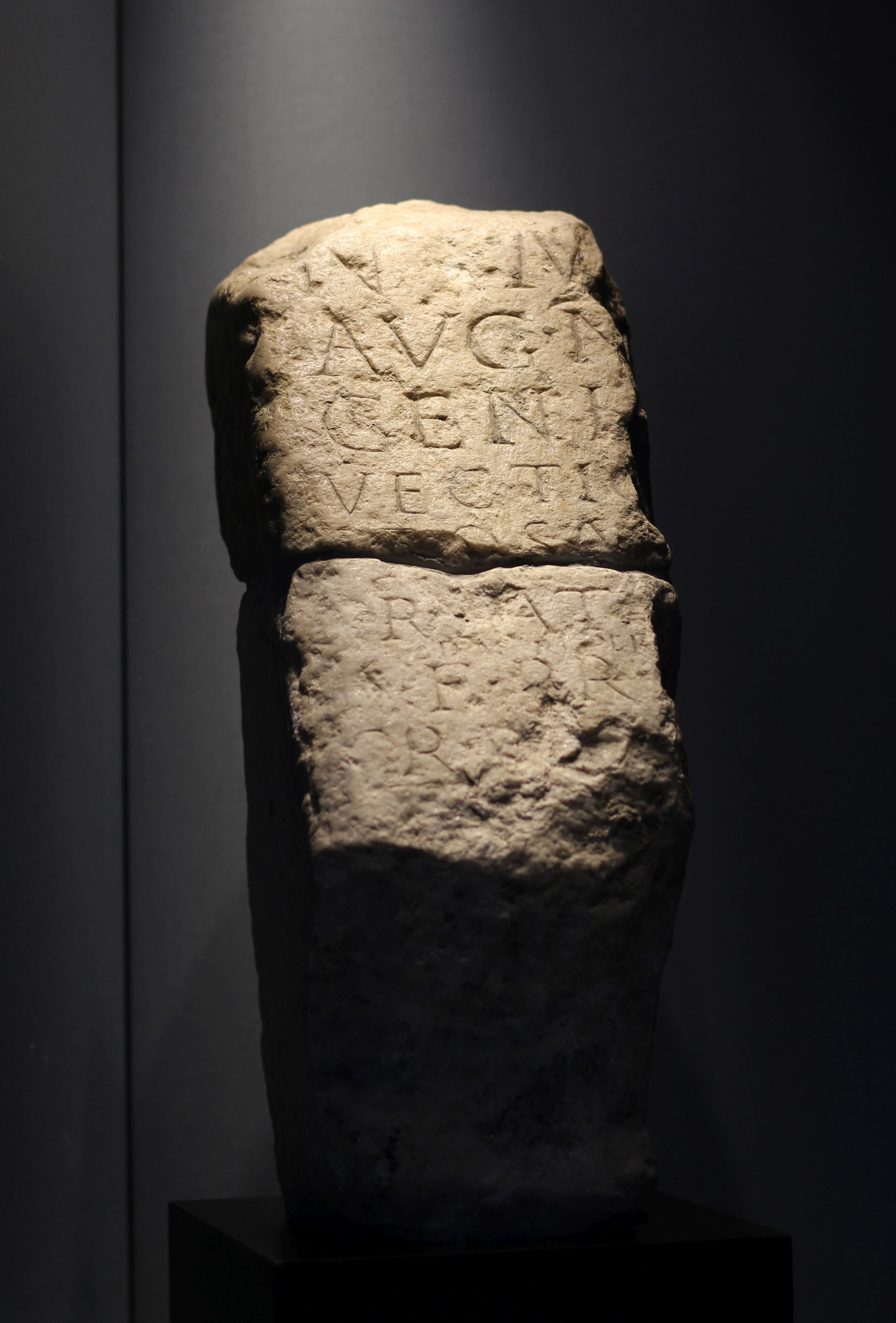
Weihestein von Montelbon

Im Ansitz Montelbon wurde vor vielen Jahren bei Fensterreparaturarbeiten im ersten Stock der obere Teil eines Inschriftblocks aus weißem Marmor gefunden, der lange unbeachtet im Hause liegen blieb. Im Frühjahr 1954 wurde schließlich in der gegenüberliegenden Sennerei bei der Anlage eines neuen Betonbodens der untere, genau anpassende Teil dieses Steines entdeckt. Der insgesamt 34 cm hohe Steinblock trägt eine nur unvollständig erhaltene und schwer lesbare Inschrift.

#### Bad Egart – Heilbad schon zur Römerzeit
Bad Egart gilt als älteste Quelle Tirols. Josef Thaler, ehemaliger Pfarrer von Kuens und verdienter Heimatforscher vermutet, dass schon die Römer die Heilkraft des Quellwassers von Bad Egart auf der Töll zu schätzen wussten. Er leitet den Namen Egart aus „Egerietum“ oder „Egeretum“ ab. Demnach wäre das Heilbad als Heiligtum der Nymphe Egeria, Helferin insbesondere bei Frauenleiden, zu betrachten. Naheliegend ist, dass die römischen Beamten der Zollstation telonium und Legionäre und Reisende der in der Nähe vorbeiführenden Via Claudia Augusta, das Heilbad aufsuchten.
1430 wurde Bad Egart das erste Mal urkundlich erwähnt, ein „Badhaus mit Schwefelwasser, Kapelle und Behausung … Kupferwasser und kühles Trinkwasser“, liest man im 18. Jahrhundert. 1730 wurde das Badhaus von Joseph Joachim von Wolfenthal zu Spauregg und Gaudententurm neu errichtet und ausgestattet, daran erinnert auch das Datum im Brunnentrog aus Stein, sowie das Kirchlein, der „Lieben Frau Maria“ gewidmet. Höhen und Tiefen wechseln sich ab und eine Blütezeit erlebt das Bad, als 1906 die Eisenbahnlinie eröffnet wird und der damalige Besitzer kostenlos den Grund für den Bahnhof zur Verfügung stellt. Peter Mitterhofer trat abends als „Sänger, Musikant, Tonkünstler und Bauchredner“ auf. 3 Quellen entspringen beim Bad Egart, die so genannte 12 °C warme radioaktive Schwefelquelle, die im September versiegt und im Frühjahr erneut sprudelt. Etwas westlich davon entspringt die Eisenquelle und oberhalb im Birkenwäldchen die Mineralquelle, inzwischen offiziell getestet und heute als Mineralwasser in der Gaststube ausgeschenkt. 1956 wurde das Heilbad endgültig aufgelassen und später von Cav. Karl Platino, dem „Schneckenkönig“, gekauft und als historische Gaststube wiedereröffnet.
Partschins gehörte bis zum Ende des Ersten Weltkriegs zum Gerichtsbezirk Meran und war Teil des Bezirks Meran.

### Flurnamen
2.336 Flurnamen gibt es in der Gemeinde Partschins. Diese können über das Orthofoto der Gemeindeverwaltung Partschins eingesehen werden. Unter den Toponymen gibt es einen hohen Prozentsatz von sprachwissenschaftlich interessanten vor- und alpenromanischen Namen, welche nur an der exakten dialektalen Aussprache und der entsprechend genauen Schreibweise zu erkennen sind. Die Sammlung der überlieferten Flurnamen mit 355 Erklärungen mundartlicher Ausdrücke wurde in jahrelanger Kleinarbeit zusammengetragen in die Orthofotos übertragen und 2014 auch erstmals abgedruckt.

### Ortsname
Das früheste Schriftzeugnis ist von 1087 und lautet „Perzins“. Die Etymologie des Wortes ist im Rätischen/Rätoromanischen zu suchen. Für die ursprüngliche Bedeutung gibt es mehrere Ansätze: pars sinus (Bergbucht, Wiesengelände), per sinum (am verwüstenden Wildbach), pratic (Wiesengelände), parricinies (umgrenztes Weidegebiet) oder ein Personenname.

## Kultur und Sehenswürdigkeiten

### Bauwerke
Zahlreiche historische Bauwerke, vorwiegend im Dorf von Partschins sind erhalten und geschützt. Hierzu gehören Ansitze, Hofstellen, Ensembles, Bauwerke und Häuser mit historischem Hintergrund.
Sehenswert sind unter anderem der alte Dorfkern, die spätgotische Pfarrkirche St. Peter und Paul, die Stachlburg aus dem 13. Jahrhundert (heute Bio-Schlossweingut), der Waalweg. Das Schreibmaschinen-Museum im Dorf ist Peter Mitterhofer gewidmet, einem der Erfinder der Schreibmaschine, der in Partschins geboren ist und gewirkt hat.

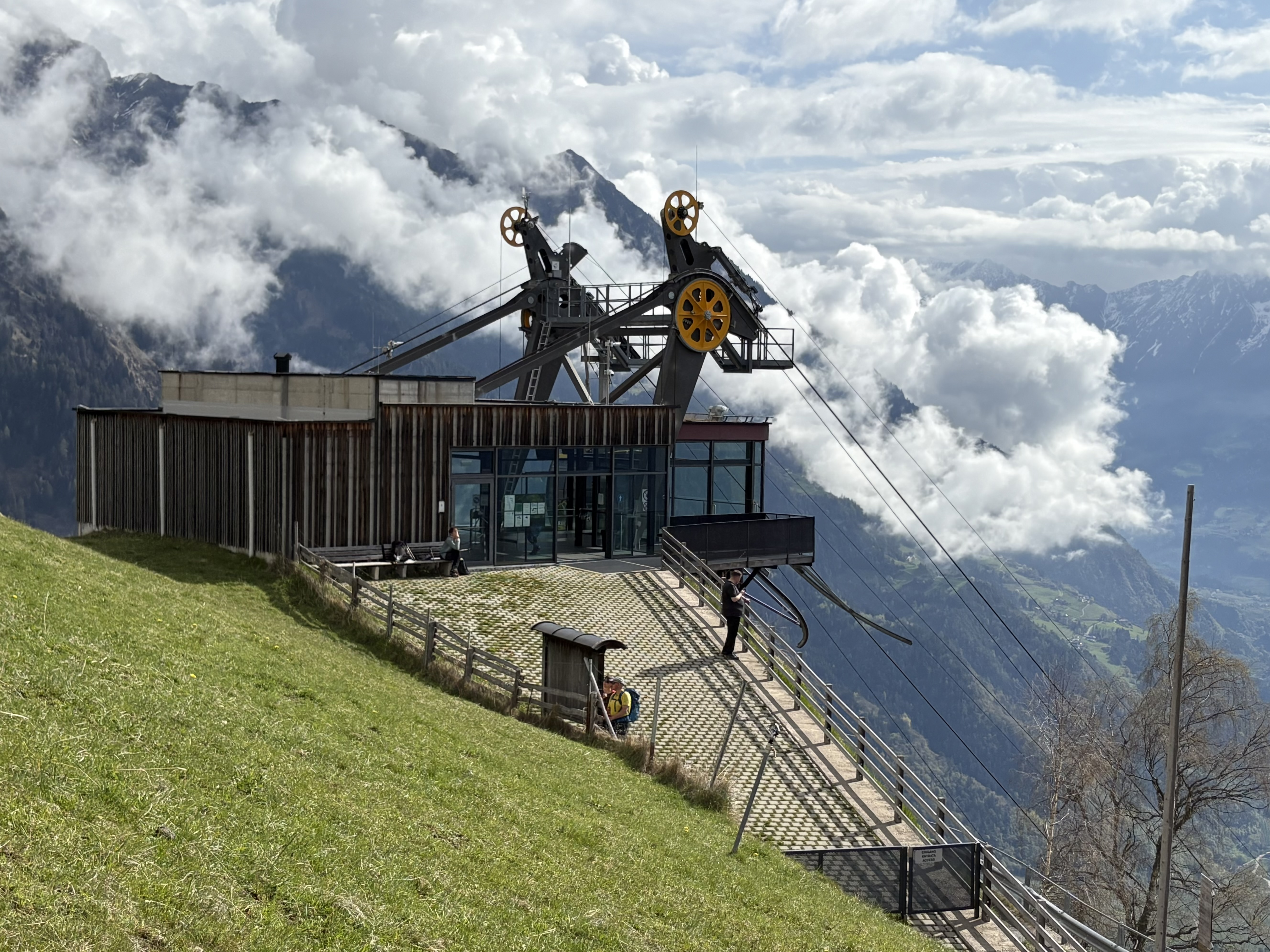
Bergstation der Texelbahn

2009 wurde die Texelbahn eröffnet. Diese Luftseilbahn führt direkt an den Meraner Höhenweg im Naturpark Texelgruppe; 1970 wurde die Seilbahn Aschbach am Nörderberg eröffnet.
In Rabland wurde am 30. Juni 2009 die größte Modelleisenbahnanlage Südtirols eröffnet. Mit dem K.u.k. Museum Bad Egart, dem ältesten Badl Tirols sind in Partschins, Rabland und auf der Töll drei unterschiedliche Museen zu besichtigen.

#### Pfarrkirche St. Peter und Paul
St. Peter und Paul und zum heiligen Nikolaus: Die Pfarrkirche St. Peter und Paul (ehemalige Nikolauskirche) wurde erstmals 1264 urkundlich erwähnt und 1502 im spätgotischen Stil umgebaut.
Die ehemalige Nikolauskirche: etwa im 10. Jahrhundert auf eine frühere kleine Kirche – nach
ost-west ausgerichtet – in romanischem Stil, teilweise aus Quadrater Marmor erbaut und zu Ehren des
Heiligen Nikolaus geweiht; die ursprüngliche Kirche dient heute als Krypta und
Aufbahrungsraum und die heutige Sakristei ist noch Bestandteil der alten aus dem 14.
Jahrhundert. Im 16./17. Jahrhundert wurde die Kirche vergrößert und im 18. kamen die
neuen großen Altäre hinzu. Der Hochaltar zeigt oben den heiligen Nikolaus, weiter unten
stehen Petrus und Paulus und unten seitlich die heiligen Valentin und Vigilius. Die
Seitenaltäre sind dem Herzen Jesu geweiht und der Schmerzhaften Muttergottes gewidmet. Die
Kanzel ist erst vor etwa 110 Jahren eingebaut worden und in der seitlichen Frauenkapelle,
„Unsere Liebe Frau“ aus dem Jahr 1350 befindet sich der wunderschöne Marienaltar sowie
der Engel vom Pestaltar. Eine sehr wertvolle Figurengruppe des Marientodes von Jörg Lederer († 1550) aus Kaufbeuren, einziges noch erhaltenes Bestandteil des ursprünglichen
spätgotischen Altares, ist im Presbyterium aufbewahrt.

#### St. Helena auf der Töll
Gotischer Bau, erstmals 1416 urkundlich erwähnt. Im Inneren der Kirche befinden sich eine Statue der Hl. Helena, zwei neugotische Altäre, dem Hl. Nepomuk und dem Hl. Valentin geweiht, sowie ein Kruzifix aus dem 17. Jahrhundert.

#### St. Jakob in Rabland
Um 1513 im spätgotischen Stil erbaut. An der Außenmauer sind zwei Sonnenuhren aus dem 16. Jahrhundert zu sehen. Das Innere der Kirche beherbergt ein Spitzbogenportal mit Türmchen, sowie zwei Altarbilder, die den Patron St. Jakob und die Patronin St. Margareta darstellen.

#### Stachlburg
Erbaut vor 1300. Ehemaliger Stammsitz der Herren von Partschins. Heute Schlossweingut des Barons Sigmund von Kripp.

#### Ansitz Spauregg
Das Schloss reicht bis ins 12. Jahrhundert zurück und ist im Besitz der Nachkommen des Ritters Franz Ferdinand von und zu Goldegg. Der idyllische Schlossgarten beheimatet Bäume aus dem Mittelmeerraum, so eine Eibe, eine Zeder und ein 150 Jahre alter und über 45 m hoher Mammutbaum.

#### Ansitz Gaudententurm
Der Edelsitz der Herren von Partschins stammt aus dem 12. Jahrhundert. Heute im Privatbesitz der Familie von Sölder. Hofbrennerei verschiedener Edeldestillate.

#### Mairhof Partschins
Die Geschichte des Moarhof, wie er umgangssprachlich genannt wird, reicht bis 1357 zurück. Die heutige Fassade mit Zinnengiebel wurde nach einem Brand um 1500 (Engadinerkrieg) auf eine spätgotisch freskierte Fassade aufgesetzt.

#### Wohnhaus Peter Mitterhofer
Das Haus Peter Mitterhofers, in dem er 31 Jahre lebte und 1864 die Schreibmaschine erfand, ist in der gleichnamigen Straße in Partschins zu sehen. Das Grab und der Gedenkstein des Erfinders befinden sich im alten Friedhof an der Ostmauer der Pfarrkirche Partschins. Die Innenräume des Wohnhauses sind nicht zu besichtigen.

#### Hochhueben
In der Hausmauer ist ein römischer Grabstein eingelassen mit der Inschrift (übersetzt)„Den Schattengöttern des Quintus Caecilius Eutropius. Marcus Ulpius Primigenius (hat) seinem Sohn (diesen Stein errichtet). Er lebte 21 Jahre, 11 Monate.“

#### Mairhof Rabland
Die ältesten Eigentümer des Mairhofes waren um 1270 die Ritter von Tarant (Dornsberg), die um das Jahr 1320 bei König Heinrich von Böhmen, der auf Zenoburg residierte, in hohem Ansehen standen. Dem heutigen stattlichen Bauernhof geben die Freitreppe, die Spitzbogentür, die offene Loggia und die getäfelte Stube im Bauern- und Kapellenerker immer noch ein herrschaftliches Gepräge.

#### Hanswirt
14. Jahrhundert, ehemals Supphaus‚ Superhof, später „Steiner“ und dann „Löwenwirt“, früher Gasthof, heute Restaurant und großer Bau mit gemauerter Freitreppe zum Hotelbereich, im ersten Stock Wandgemälde (Belagerung einer Burg), 16. Jh. Vor dem Eingangsbereich befindet sich eine Kopie des 1552 nach einem Unwetter gefundenen Meilensteins aus römischer Zeit, das Kaiserdenkmal des Kaisers Claudius (14 – 54 n. Chr.), 75 cm hoch und 72 cm breit aus Quadrater Marmor (das Original ist im Bozner Stadtmuseum zu besichtigen). Seit Sommer 2013 befindet sich in der ursprünglichen Kapelle und dem angrenzenden Raum eine „Friedrich Gurschler-Stube“, gewidmet, dem im Februar 1923 auf einem Hof bei Unsere Frau in Schnals geborenen Künstler und Ehrenbürger der Gemeinde Partschins.

#### Ziegelbrücke und Schleusenhäuschen

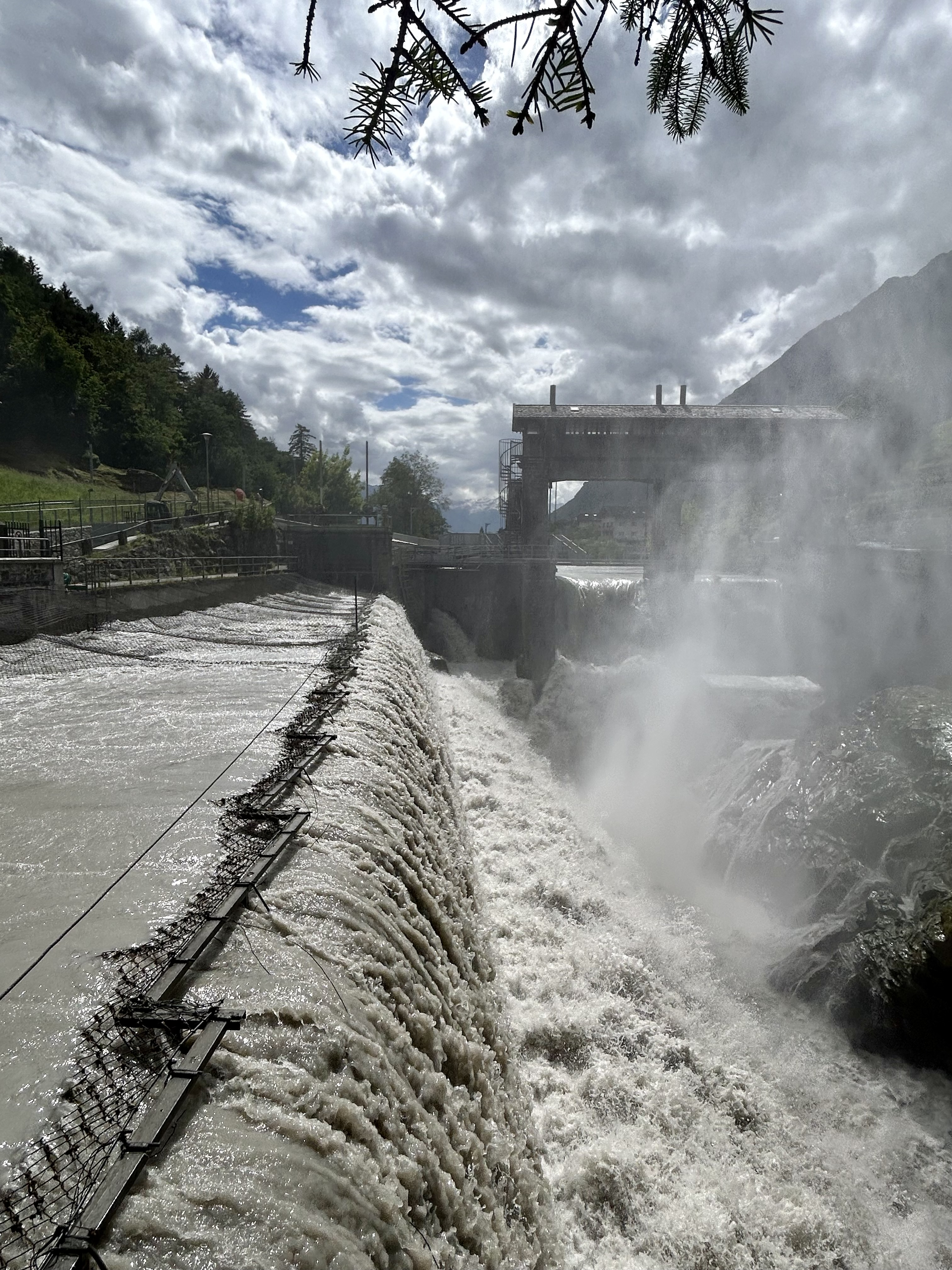
Schleuse Töll

An der Töll stand einst das Sägewerk des Vaters des wohl berühmtesten Bürgers Partschins, Peter Mitterhofer, des Erfinders der Schreibmaschine. Um Spekulationen zu vermeiden, war es bereits 1893 enteignet und abgerissen worden. Das Wasserkraftwerk Töll (später AEC-EW und AE-EW, heute Alperia), erstes Großkraftwerk Südtirols und auf Initiative der Bürgermeister von Meran und Bozen und nach einem Projekt des Münchner Ingenieurs Oskar von Miller ab 1897 gebaut, war am 5. April 1898 ans Netz gegangen. Die erzeugte Elektroenergie wurde von dort aus zunächst über eine Freileitung nach Meran und über eine Kabelleitung nach Bozen geliefert. Später wurde eine 10.000-V-Freileitung von der Töll nach Bozen gebaut. Das Wasser der Etsch wird durch eine 16 m lange Schützenwehr auf der Höhe von der Fraktion Töll gefasst, ein einzigartiges zeitgeschichtliches Denkmal. Über einen 480 m langen Freispiegelstollen gelangt das Wasser in das sich auf Kote 496 m ü. d. M., direkt oberhalb des Kraftwerkes befindliche Wasserschloss mit einem Gesamtvolumen von 6000 m³. Hier wird das Wasser der Etsch aufgestaut und hier steht das Schleusenhäuschen auf drei gemauerten, mit Porphyrsteinen verkleideten Säulen, 1925 zur Bedienung der Schleuse errichtet. 2003 wurde es unter Beibehaltung seines ursprünglichen Stils renoviert, wie auch die ehemalige „Zieglbrugg“ (Ziegelbrücke, so benannt, weil sie einst überdacht war). An dieser Stelle soll zur Zeit der Römer bereits eine Bogenbrücke gestanden haben, wie Dokumente aus dem 14. und 16. Jahrhundert bezeugen, aufbewahrt im Johanneum in Innsbruck.

### Museen

#### Schreibmaschinenmuseum
Mit über 2000 Exponaten dokumentiert das Museum die Entwicklungsgeschichte der Schreibmaschine. Angefangen von den ersten hölzernen Modellen des Partschinser Erfinders Peter Mitterhofer über die verschiedensten und außergewöhnlichsten Schreibmaschinentypen aus aller Welt bis hin zum Computerzeitalter. Ein besonderes Ausstellungsstück ist eine Enigma I, eine Chiffriermaschine aus dem Zweiten Weltkrieg.

#### Eisenbahnwelt mit Südtirol in Miniatur
Die Eisenbahnwelt in Rabland ist die größte digitale Modelleisenbahnanlage Italiens und mit ihren über 20.000 Exemplaren eine der größten Privatsammlungen von Modellzügen in Europa. In der weltweit größten Panoramainszenierung wandelt der Besucher durch eine Miniaturlandschaft Südtirols im Maßstab 1:87. Zusätzlich gibt es wechselnde Sonderausstellungen.

#### K.u.K. Museum Bad Egart
Eine Fundgrube für Liebhaber der Habsburger Monarchie mit einer Vielfalt an Antiquitäten und kuriosen Ausstellungsstücken ist das K.u.k. Museum Bad Egart. Bad Egart gilt als ältestes Badl Tirols. Die Quelle wurde nachweislich seit 1430, vermutlich aber schon in der Römerzeit für Trink- und Badekuren benutzt. Peter Mitterhofer trat im Bad Egart als Sänger, Musikant, Tonkünstler und Bauchredner auf.
1970 wurde der Badebetrieb eingestellt. Neben einigen Exponaten des alten Bades kann man die Heilwasser-Quellgrotten, mehrere Stuben mit Habsburger Sammlung (Bilder, Lithographien, Stiche, Büsten und Motivteller von Kaiser Franz Josef und Sisi bis Kronprinz Rudolf), eine Biedermeierküche, sowie eine Vielfalt an volkskundlichen Antiquitäten besichtigen. Freilichtmuseum, Anlage mit Holz- und Steinmasken, Ötzi Habitat und der Kapelle „Bad Egart“.

### Wandermöglichkeiten
Ein besonderes Erlebnis für Wanderer sind die Waale: ein vor Jahrhunderten ausgeklügeltes Bewässerungssystem, das das Wasser fasst und über weite Strecken transportiert. Unterirdische Rohrsysteme haben die Bewässerung durch Waale abgelöst, einige sind noch in Betrieb. Das Waalnetz am Sonnenberg reicht bis in den oberen Vinschgau. Zur Wartung der Waale gibt es schmale Pfade, die sich als beliebte Wanderwege etablierten. Der Partschinser Waalweg führt vom Ortskern zum Partschinser Wasserfall. Der Waalweg in Rabland verfügt der über eine Waalschelle. Beide Waale führen offenes Wasser.
Partschins ist das Tor zum Naturpark der Texelgruppe.

### Partschinser Wasserfall
Der Partschinser Wasserfall, ca. eine Stunde Fußmarsch vom Dorfkern entfernt, zählt zu den beeindruckendsten der Alpen. Die Fallhöhe beträgt 97 m.
Zur Zeit der Schneeschmelze im Frühling oder bei starken Regenfällen kann der Wasserfall zwischen 4.000 und 10.000 Liter pro Sekunde führen.
Um das Naturschauspiel hautnah erleben zu können, führt ein gut gesicherter Steg bis hin zum Sprungpunkt des Wasserfalls.

### Vereinsleben
In Partschins gibt es ein reges Vereinsleben. Einige der größten und bekanntesten Vereines sind: die Freiwillige Feuerwehr (Kommandant: Hans Steck) die Musikkapelle mit diversen hochkarätigen Bläsergruppen (Obmann: Ferdinand Abler) und der Sportverein (Präsidentin: Sabine Zoderer). Das Dorfleben ist in Partschins sehr ausgeprägt und es finden immer wieder Veranstaltungen statt.

## Politik

### Bürgermeister
Bürgermeister seit 1952:
- Franz Gamper: 1952–1964
- Robert Tappeiner: 1964–2010
- Albert Gögele: 2010–2020
- Alois Forcher: seit 2020

### Wappen
Das Wappen zeigt in Silber eine schrägrechts aufwärts gestellte natürliche Pflugschar (Wagnis).
Das Wappen der Ritter von Partschins existiert seit 1220 und ist seit dem 25. Juli 1967 ebenfalls das Wappen der Gemeinde Partschins.

## Bevölkerung
Partschins ist gemäß den erhobenen Sprachgruppenzugehörigkeitserklärungen bzw. Sprachgruppenzuordnungserklärungen eine weitgehend deutschsprachige Gemeinde. Als Berechnungsgrundlage der folgenden Prozentwerte wurden die gültigen Erklärungen von Personen mit italienischer Staatsbürgerschaft herangezogen.
| Sprache     | 1981    | 1991    | 2001    | 2011    | 2024    |
| ----------- | ------- | ------- | ------- | ------- | ------- |
| Deutsch     | 97,45 % | 96,48 % | 96,97 % | 95,94 % | 94,89 % |
| Italienisch | 2,52 %  | 3,45 %  | 2,96 %  | 3,79 %  | 4,84 %  |
| Ladinisch   | 0,04 %  | 0,07 %  | 0,07 %  | 0,27 %  | 0,27 %  |

## Bildung
In der Gemeinde gibt es Bildungseinrichtungen für die deutsche Sprachgruppe. Zu diesen gehören zwei Grundschulen (im Hauptort Partschins und in Rabland) sowie eine Mittelschule im Hauptort.

## Verkehr
Für den Kraftverkehr ist die Gemeinde in erster Linie durch die SS 38 erschlossen. Die Vinschgaubahn bietet an den Bahnhöfen Töll und Rabland zwei Zugangsstellen. Parallel zur Etsch verläuft die Radroute 2 „Vinschgau–Bozen“.

## Persönlichkeiten
- Anton Kob (* 1822 in Partschins; † 1895 in Bozen), Bildhauer und Fassmaler
- Peter Mitterhofer (* 1822 in Partschins; † 1893 ebenda), Zimmermann und Erfinder, Konstrukteur verschiedener früher Schreibmaschinen
- Otto Rudl (* 1870 in Brünn; † 1951 in Bozen), der Mundartdichter und Mediziner war Gemeindearzt in Partschins
- Horst Rüdiger (* 1908 in Geringswalde; † 1984 in Partschins), klassischer Philologe, Germanist, Romanist und Hochschullehrer
- Josef Tscholl (* 1928 in Dorf Tirol; † 2018 in Brixen), der römisch-katholische Theologe und Hochschullehrer war Priester in Partschins
- Franz Haller (* 1959 in Partschins), Kickboxer, Weltmeister
- Andreas Castiglioni (* 1980), der Naturbahnrodler und Sportfunktionär lebt in Partschins